# Estación de esquí de Vail
Vail Ski Resort es una estación de esquí en el oeste de los Estados Unidos, ubicada cerca de la ciudad de Vail en el condado de Eagle, Colorado. Con 21,4 kilómetros cuadrados (8,3 millas cuadradas; 5289 acres), es la tercera estación de esquí de montaña más grande de los Estados Unidos, detrás de Big Sky y Park City,con siete bowls y terreno intermedio en Blue Sky Basin.
Inaugurada a fines de 1962, Vail es una de las 37 estaciones de montaña propiedad y operadas por Vail Resorts, que también opera otras tres estaciones de esquí cercanas (Beaver Creek, Breckenridge y Keystone).
Vail Mountain tiene tres secciones: Front-Side, Blue Sky Basin y Back Bowls. La mayor parte de la estación es un terreno abierto con todo tipo de senderos. Hay pistas de crucero accesibles desde la mayoría de los remontes de Front Side y Blue Sky Basin, así como los amplios Back Bowls, claros y toboganes.
Vail tiene la cuarta mayor superficie de terreno esquiable de Norteamérica, después de Whistler Blackcomb, Park City Mountain Resort y Big Sky.
Vail Village está inspirada en los pueblos bávaros, con calles peatonales. A diferencia de otras ciudades de esquí de Colorado, como Aspen, Breckenridge o Steamboat Springs, que existían como pueblos mineros del siglo XIX antes de que se establecieran sus estaciones de esquí, Vail Village se construyó cuando se inauguró la estación.